# Bilderuhr

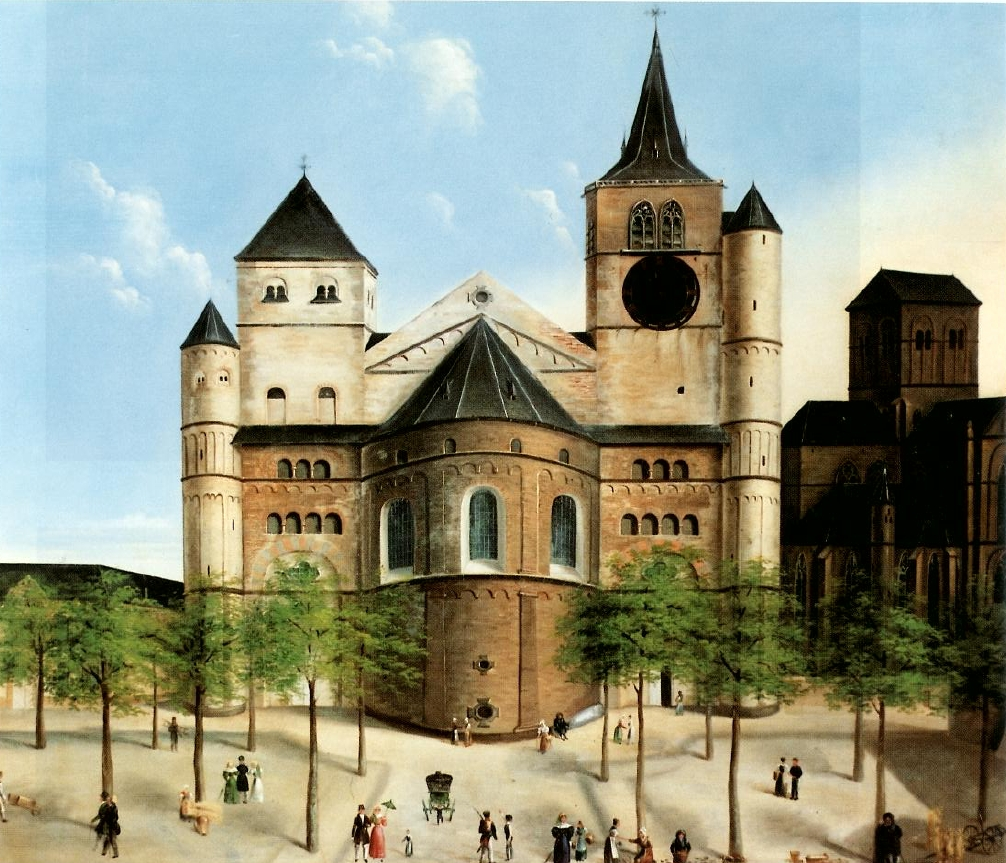
Bilderuhr „Dom zu Trier“, gemalt von Ludwig Neureuter in Trier

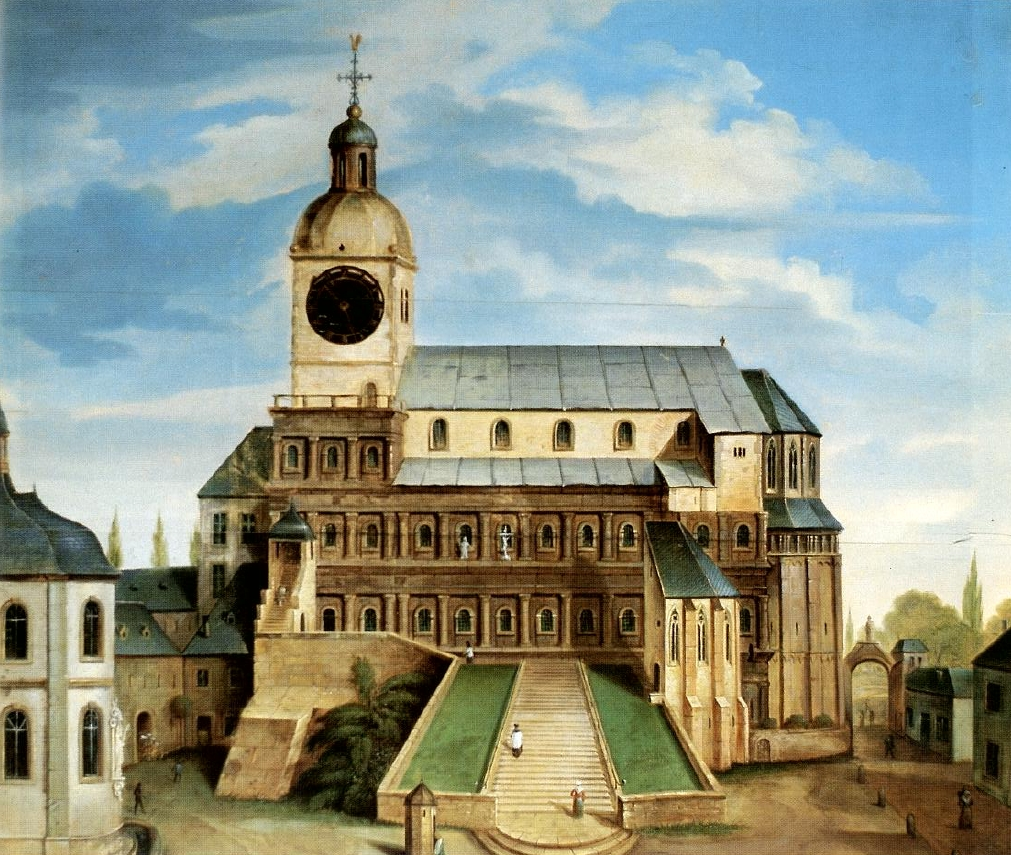
Bilderuhr Porta Nigra als „St. Simeonskirche“, gemalt von Ludwig Neureuter in Trier

Als Bilderuhren bezeichnet man Gemälde oder andere bildliche Darstellungen mit diskret integrierter Uhr.

## Beschreibung
Bilderuhren zeigen häufig städtische Veduten, Landschafts- und Dorfszenen mit in Türme integrierten Zifferblättern, die zu einer tatsächlichen, funktionierenden Uhr gehören. Die Darstellungen zeigen manchmal reine Phantasielandschaften, meist aber tatsächlich existierende Örtlichkeiten. Da es den Malern dabei oft auf eine möglichst genaue Wiedergabe der Gebäude ankam, sind Bilderuhren mitunter auch eine wertvolle Quelle für das frühere Aussehen von heute veränderten oder zerstörten Gebäuden. Seltener sind Bilderuhren, bei denen das Bild einen Innenraum zeigt und die Uhr Bestandteil der Zimmereinrichtung ist; manchmal handelt es sich dabei zugleich um das Porträt einer bekannten Persönlichkeit, die sich in dem dargestellten Zimmer aufhält. Meist ist das Zifferblatt selbst bei gut gemalten Bilderuhren unproportioniert groß, da die Uhrzeit ja ablesbar sein musste. Um die Funktion als Uhr integrieren zu können, mussten im Bild manchmal auch Gebäude mit einem Zifferblatt versehen werden, die in Wirklichkeit nie eine Uhr besessen hatten – oder man fügte gleich ein ganzes Gebäude hinzu, das als Träger der Uhr fungierte; letzteres findet sich häufig bei Bildern, bei denen eine weitgehend unbebaute Landschaft gezeigt wurde.
Bilderuhren entstanden vor allem in der ersten Hälfte des 19. Jahrhunderts vornehmlich in Österreich, der Schweiz, Frankreich und Belgien. Besonders die biedermeierlichen Bilderuhren aus Österreich erzielen heute bei Auktionen hohe Preise.
Französische Bilderuhren sind oft mit einem zusätzlichen Schlagwerk, dem sogenannten Angelusgeläut, ausgestattet. Ende des 19. Jahrhunderts entstanden auch in größerer Zahl industriell hergestellte Bilderuhren, bei denen kein von Hand gemaltes Bild, sondern ein Öldruck verwendet wurde, mit Beginn des 20. Jahrhunderts scheint die Mode der Bilderuhren dann endgültig vorbei gewesen zu sein.
Aus jüngerer Zeit stammen einfachere Bilderuhren mit Einsteckwerken, „auf antik“ zugerichtete Bilderuhren, aber auch alte Bilder, die mit ursprünglich nicht zugehörigen alten Uhrwerken kombiniert und damit nachträglich zu einer Bilderuhr gemacht werden. Hier ist für Interessenten Vorsicht geboten, da solche in neuerer Zeit hergestellte Bilderuhren einen wesentlich geringeren Wert haben als unverfälschte Originale. Bei originalen Bilderuhren ist darauf zu achten, dass Schlag- und Spielwerke noch vollständig sind, da etwa defekte Spieluhren oft einfach ausgebaut wurden. Umgekehrt werden manchmal auch zusätzliche Spielwerke nachträglich eingebaut, um den Verkaufswert im Kunsthandel zu erhöhen oder alte Uhrwerke in Bilderuhren eingesetzt, deren ursprüngliches Werk verloren gegangen war. Der Wert einer Bilderuhr richtet sich aber nicht nur nach der Originalität, sondern auch der Qualität des Gemäldes, der Darstellung (bekannte Gebäude oder Stadtansichten haben meist einen höheren Wert als reine Phantasielandschaften) und nicht zuletzt auch nach den Namen des Malers und Uhrmachers.
Fälschlich wird der Begriff Bilderuhr auch für Wanduhren mit bemaltem Zifferblatt verwendet, wie sie z. B. im Schwarzwald hergestellt wurden. Ebenfalls nicht zu den Bilderuhren zählen Bilderrahmen, in die eine Uhr integriert ist – hier liegt die Uhr außerhalb des Bildfeldes und hat keinen Bezug zu dem Bild.
Die Gemälde der Bilderuhren wurden häufig auf Leinwand gemalt, jedoch auch auf Holz oder Blech. Bei deutschen und österreichischen Bilderuhren ist das Zifferblatt meist Bestandteil des Gemäldes, bei französischen Uhren ist das Zifferblatt oft emailliert und am Uhrwerk befestigt; das Gemälde hat dann einen runden Ausschnitt, in dem das Zifferblatt sichtbar wird. Das Gemälde lässt sich bei dieser Konstruktion meist nach vorne aufklappen, wodurch das Uhrwerk bequem zugänglich ist. Allerdings ist diese unterschiedliche Konstruktion nicht immer ein sicheres Erkennungsmerkmal für den Ursprung einer Bilderuhr, da Uhrwerke auch einzeln verkauft, exportiert und anderswo eingebaut wurden, vor allem seit dem Beginn ihrer fabrikmäßigen Herstellung; manchmal verwendete man für Bilderuhren auch ältere Taschenuhrwerke. Der Aufzug der federgetriebenen Uhrwerke erfolgte oft durch entsprechende Löcher im Bild von vorne, es gibt aber auch Uhren, die seitlich oder mit Hilfe von Schnurzügen aufgezogen werden, wodurch man Löcher in der bildlichen Darstellung vermeiden konnte.
Die Uhrwerke wurden meist mit einem Wiener Vierviertelschlag auf Tonfeder und Repetition ausgestattet. Manche enthielten auch Spielwerke, die entweder mit dem Uhrwerk verbunden sind und bei einer bestimmten Uhrzeit ausgelöst werden oder separat eingeschaltet werden können. Bei manchen Bilderuhren, auf denen eine bestimmte Kirche dargestellt ist, imitiert das Schlag- oder Spielwerk das tatsächlich vorhandene Geläute.
Eine absolute Seltenheit sind Bilderuhren, bei denen sich Teile der Darstellung in Verbindung mit dem Schlag- oder Spielwerk bewegen. In Hamburg ist eine Bilderuhr mit dem Stadtpanorama an der Alster erhalten, bei der sich nicht nur die im Vordergrund dargestellten Personen einer Teegesellschaft, sondern auch Boote, über eine Brücke fahrende Kutschen, Fußgänger und eine Windmühle, angetrieben von einem komplizierten Werk, in Bewegung setzen.
Österreichische Bilderuhren wurden auf Metall (Eisen- oder Kupferblech) gemalt, sonst wurde häufig auf Leinwand gearbeitet. Sehr gesucht sind heute die Bilderuhren des einstigen Glasmalers Carl Ludwig Hofmeister (auch „Hoffmeister“ geschrieben). Ludwig Neureuter (1796–1871) ist in Trier als Maler von Bilderuhren hervorgetreten.

## Bildergalerie

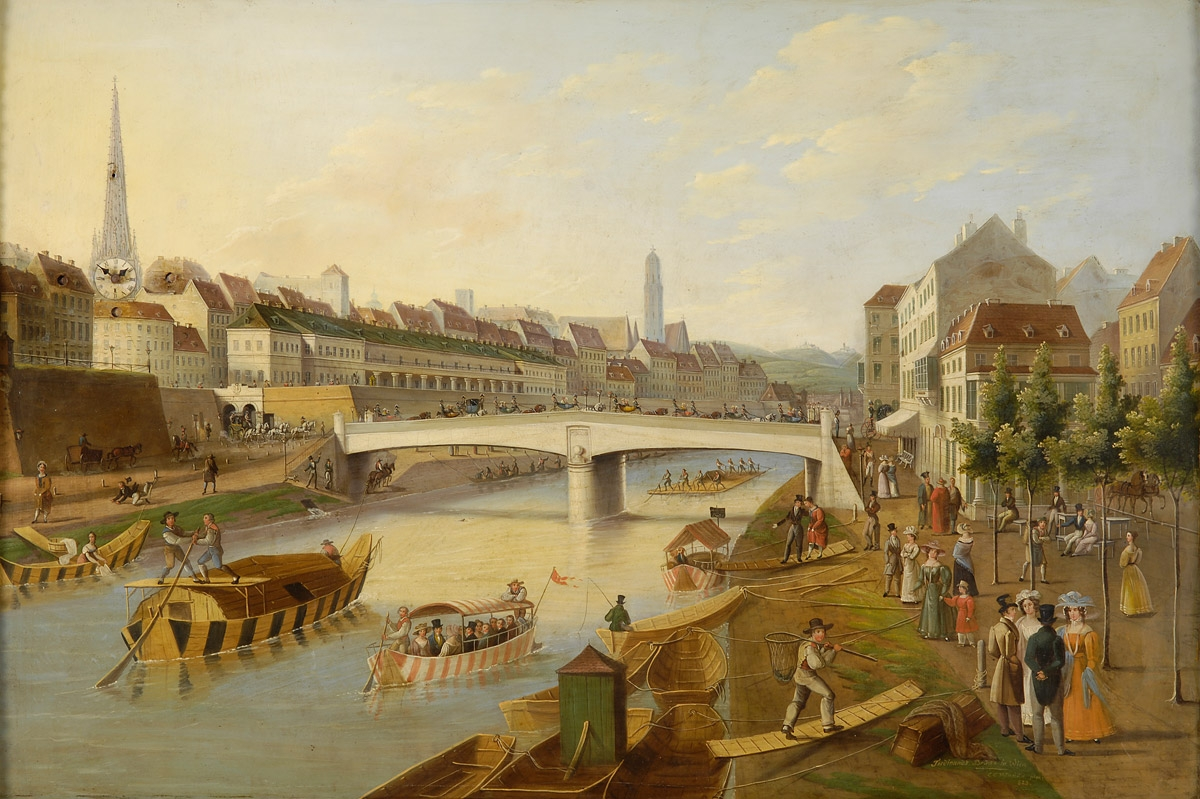
C. L. Hofmeister: Ferdinandsbrücke in Wien, 1825
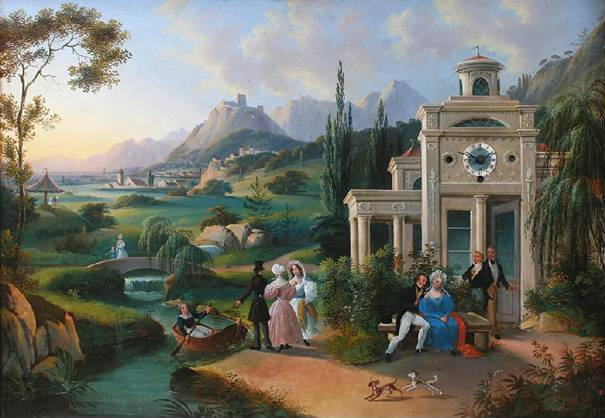
Ansicht von Baden bei Wien
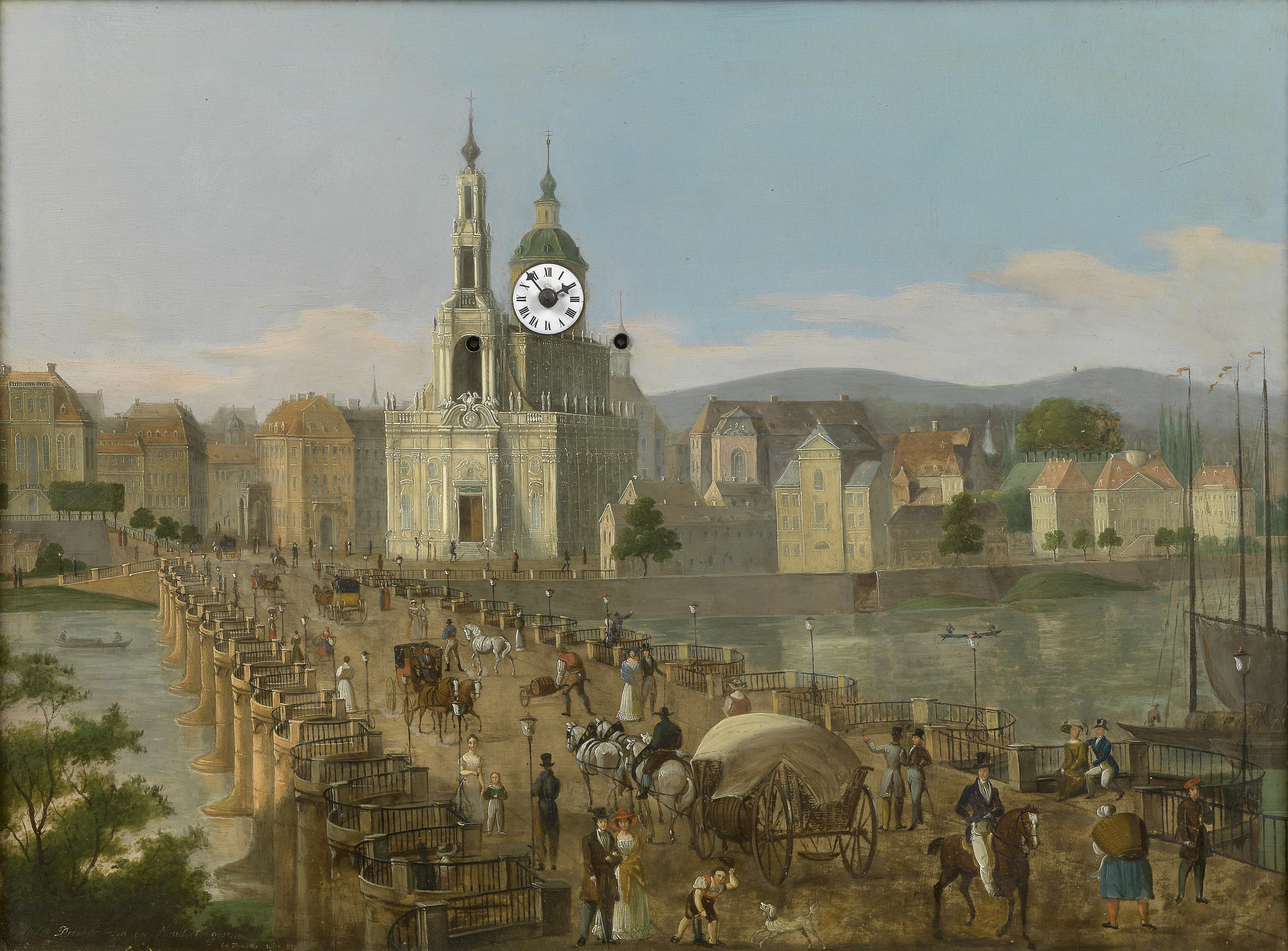
Ansicht von Dresden
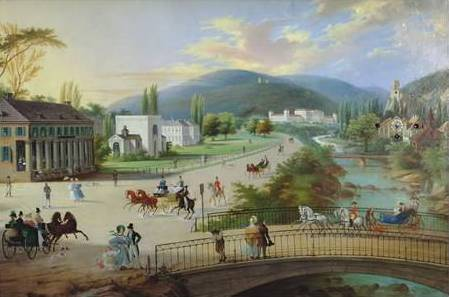
Scheiners Kaffeehaus in Baden bei Wien (mit der Weilburg)
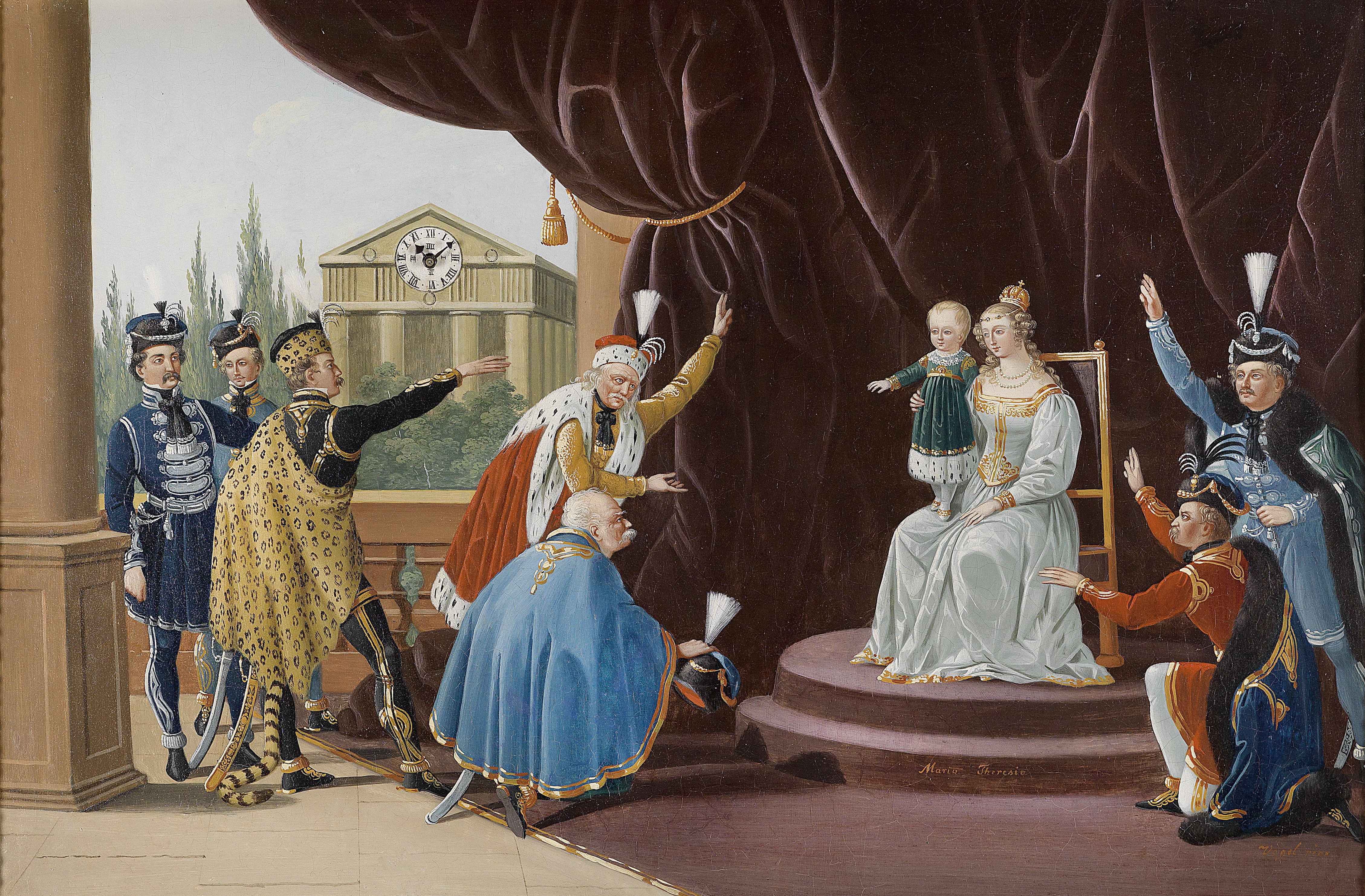
Die ungarischen Stände huldigen Maria Theresia und dem Thronfolger
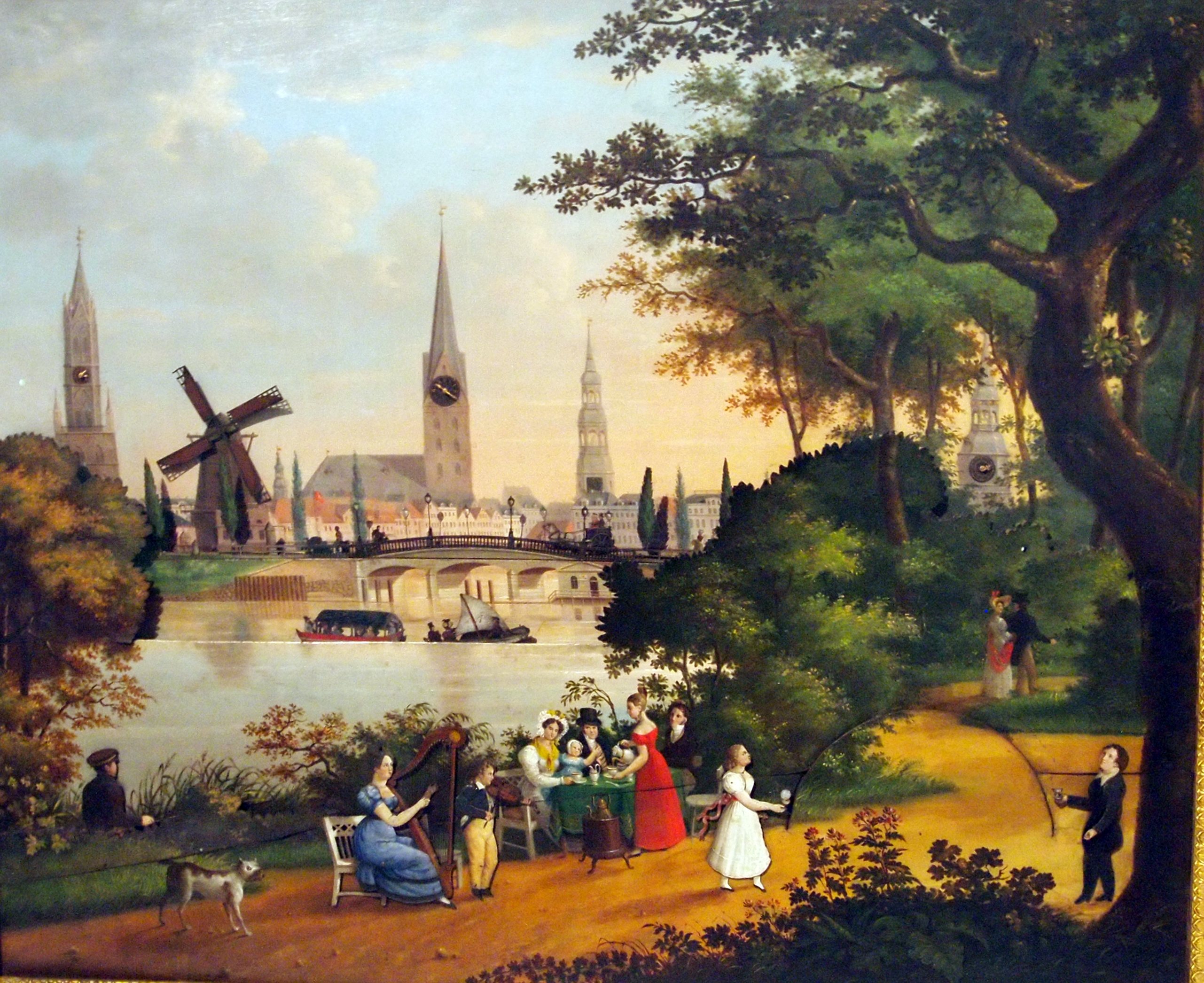
Kaffeegesellschaft an der Alster mit Blick über Lombardsbrücke auf die Stadt – Hamburger Bilderuhr, um 1830